# رابرت ولته
رابرت ولته (فرانسوی: Robert Velter‎; ۹ فوریهٔ ۱۹۰۹ – ۲۷ آوریل ۱۹۹۱) نویسنده و کارتونیست اهل فرانسه بود.
وی به دلیل خلق کمیک اسپیرو و فانتازیو شناخته می‌شود.